# حسن بن رضوان الخالدي
حسن بن رضوان بن محمد حنفي الحسيني‌ الخالدي (1822 - 22 مارس 1893) (1239 - 5 رمضان 1310) صوفي وشاعر مصري. ولد في بلدة بِبَا شمالي الصعيد لعائلة حسينية رفاعية مالكية أصلها من بلاد الشام. انضّم إلى الجماعة الصوفية الخلوتية سنة 1839. ثم درس بالأزهر ست سنوات من 1843 حتى 1849. أدى فريضة الحج سنة 1867، ورجع إلى مصر مدرّسًا. بنى مسجدًا وزاوية وقبرًا لنفسه واعتزل عن حياة الاجتماعية. توفي في قرية بردونة الأشراف بوسط الصعيد. له عدة مؤلفات صوفية وأرجوزات ومنظومات شعرية.

## سيرته
هو حسن بن رضوان بن محمد حنفي بن عامر، الرفاعي الحسيني‌ المالكي العمراني، ينتهي نسبه إلى أحمد الرفاعي. مقام أجداده بالشام، وهو من أعلامها وأشرافها والذي انتقل منهم إلى مصر هو جده الثاني عامر، وأقام ببلدة ببا وبها توفي. 

ولد حسن بن رضوان ببلدة ببا الكبرى في بني سويف سنة 1239 هـ / 1822 م ونشأ بها. توفي والده وهو صغير جدًا، فتولت والدته تربيته، ولم تتزوج بغير والده، وهاجرت به إلى القاهرة والتحقه بالجامع الأزهر. اشتغل حسن رضوان بطلب العلم، فبلغ مقام التدريس وهو ابن سبع عشرة سنة وأذن له مشايخه بالتدريس. 

وفي سنة 1259 هـ/ 1843 م أقامه شيخه نائبًا عنه، فأقام بالأزهر إلى سنة 1265 هـ/ 1849 م ثم أمره أستاذه بالانتقال إلى بلدة تسمى المعرقب بالجيزة، فأقام بها مدة وجيزة، ثم إلى بلدة‌ شرق البحر تسمى السريرية بالمنيا، وأقام بزاوية أستاذه فيها تسع سنين. توفي أستاذه سنة 1284 هـ/ 1867 م، ثم سافر إلى الحجاز للحج، وبعد عودته إنتقل إلى بلدة إبشاق الغزال وبني‌ له دارًا فيها قريبًا من مسجدها، وتزوج فيها،‌ وأقام بها مدة، ثم عاد بأهله إلى صفط أبو جرج، وبني‌ منزلًا، وبعد مدة انتقل إلى بلدة‌ بردونة الأشراف، وبني مسجدًا ومحلًا لقبره وزاوية. 

توفي يوم 5 رمضان 1310/ 22 مارس 1893 في بردونة الأشراف. 

## شعره
جاء في معجم البابطين عنه «العلاقة بين الشعر والصوفية واضحة، ولكن الشعر الصوفي يتخذ سبيل الشرح والتقعيد ورصد الأحوال، تتراجع فيه صناعة الخيال لتفسح مكانًا للمصطلح والشروط والقواعد، وهذا ما تجسده الأرجوزة.»  ومن أرجوزته «روض القلوب المستطاب»:

## آثاره
من مؤلفاته:
- «شرح قوله: من بني مسجدًا بني لله له بيتًا في الجنة»
- «الجوهر الملتقط في المخمس الخالي الوسط»
- «الفتح المبين في أحكام النون الساكنة والتنوين»
- «التوجه الأفخم في التوسل بالاسم الأعظم»
- «المفاتيح الرضوانية في الصلاة على خير البرية»
- «نفحات فيض الرضوان في الدلالة على معالم سلوك طريق العرفان»
- «مورد النفحات الإلهية على شرح ابن تركي على العشاوية»
- «روض القلوب المستطالب»، أرجوزة طويلة في التصوف، نحو خمسمائة صفحة تحت عنوان واحد، وعناوين أبواب ومطالب فرعية، مستمدة من مقامات الصوفية، 1903